# Helis Nunatak
Helis Nunatak är en nunatak i Antarktis. Den ligger i Sydshetlandsöarna. Argentina, Chile och Storbritannien gör anspråk på området. Toppen på Helis Nunatak är 340 meter över havet.
Terrängen runt Helis Nunatak är huvudsakligen kuperad, men österut är den platt. Havet är nära Helis Nunatak österut. Trakten är glest befolkad. Närmaste befolkade plats är Maldonado Station, 19,9 kilometer nordost om Helis Nunatak. 